# آلاگزنه‌ای ریش‌سفید
آلاگزنه‌ای ریش‌سفید (نام علمی: Biatas nigropectus) نام یک گونه از تیره مورچه‌مرغ است.